# Ubuntu (police de caractères)
Les polices Ubuntu sont des familles de polices de caractères libres conçues par la fonderie typographique Dalton Maag pour Canonical et son système d’exploitation Ubuntu, qui est devenue sa police par défaut à partir de la version 10.10. Ubuntu est une police de caractère linéale humaniste et Ubuntu Mono est son équivalent à chasse fixe. Un des créateurs de la police est Vincent Connare, créateur de la police controversée Comic Sans.
Elles sont publiées sous licence de libre diffusion (mais considérée comme non-libre par le projet Debian) et sont de ce fait utilisables comme polices Web avec des services comme Google Fonts.